# Benjamin Garver Lamme
Benjamin Garver Lamme (Springfield (Ohio), 12 de janeiro de 1864 — Pittsburgh, 8 de julho de 1924) foi um engenheiro eletricista estadunidense.

## Publicações em engenharia
- Electrical Engineering papers(Westinghouse, Pittsburgh, 1919)

## Patentes nos Estados Unidos
- Patente E.U.A. 1 729 882 Control system, 1924
- Patente E.U.A. 1 640 549 Gyroscopic stabilizer system, 1922
- Patente E.U.A. 1 416 038 Driving system for gyroscopic stabilization, 1922
- Patente E.U.A. 1 392 182 Means for preventing commutator flashing, 1921
- Patente E.U.A. 1 390 624 System of electrical ship propulsion, 1921
- Patente E.U.A. 1 387 496 Speed control for induction motors, 1921
- Patente E.U.A. 1 336 566 Speed control for induction motors, 1920
- Patente E.U.A. 1 333 664 Speed control for induction motors, 1920